# Diecéze opolská
Diecéze opolská (latinsky Dioecesis Opoliensis) je polská římskokatolická diecéze. Je součástí Katovické církevní provincie.

## Historie
Území Opolské diecéze náleželo od počátku křesťanství na Slezsku k diecézi (od roku 1930 arcidiecézi) vratislavské, pouze okolí města Prudník patřilo původně až do roku 1629 k diecézi olomoucké. První úvahy o zřízení samostatné diecéze pro Horní Slezsko se sídlem v Opolí vyvstaly po I. světové válce, kdy existovala možnost připojení celého Horního Slezska k nově utvořenému Polsku. Na základě plebiscitu bylo Horní Slezsko roku 1922 rozděleno mezi Polsko a Německo; zatímco ve východní polské části vznikla samostatná diecéze katovická (1925), západní německá část s Opolím zůstala u diecéze vratislavské.
Poté, co většina Slezska po II. světové válce připadla Polsku, vyhlásil polský primas August Hlond na základě pravomocí propůjčených mu papežskou kurií dne 15. srpna 1945 na nově obsazených územích čtyři apoštolské administratury, mezi jimi apoštolskou administraturu pro Opolské Slezsko se sídlem v Opolí. Administrátor Opolského Slezska Bolesław Kominek rovněž od biskupa Josepha Nathana převzal správu Branického komisariátu, tj. části arcidiecéze olomoucké nacházející se nyní na polském území. Svatá stolice však zřízení těchto administratur dlouhou dobu neuznávala, mj. pro odpor vratislavské metropolitní kapituly působící v německém Zhořelci. 24. dubna 1951 papež Pius XII. uznal jmenování biskupů pověřených správou těchto území, nikoli však vznik samostatných administratur. Církví jmenovaní administrátoři byli ostatně od ledna 1951 státními orgány vykázáni ze svých obvodů a až do roku 1956 byly tyto administratury spravovány kapitulními vikáři; poté se administrátoři vrátili zpět jakožto zvláštní delegáti polského primase. Teprve 25. května 1967 jmenovala vatikánská Konzistoriální kongregace oficiálně apoštolské administrátory pro polská "nová území". Urovnání polsko-vatikánských i polsko-německých poměrů (smlouva ze 7. 12. 1970) umožnilo vytvoření plnohodnotné církevní organizace.
Opolská diecéze byla zřízena bulou papeže Pavla VI. Episcoporum Poloniae coetus dne 28. června 1972 z dosavadní apoštolské administratury pro Opolské Slezsko, tedy definitivním vydělením příslušných území z vratislavské a olomoucké arcidiecéze. Byla přidělena k Vratislavské církevní provincii. Prvním opolským biskupem byl jmenován Franciszek Jop, který byl již od roku 1951 administrátorem Opolského Slezska. Po jeho smrti (1976) byl biskupem jmenován Alfons Nossol, který jím zůstal až do své rezignace roku 2009.
Oba biskupové zřizovali řadu nových farností. Roku 1977 byl v Opolí pro vzdělávání kněží otevřen diecézní teologicko-pastorální ústav jako pobočka Katolické univerzity v Lublinu, který po zřízení univerzity v Opolí roku 1994 nahradila její Teologická fakulta. Vyšší diecézní seminář otevřený v Nyse již roku 1949 byl roku 1997 přenesen do Opolí. Podněcovány byly pouti na poutní místo Hora svaté Anny, které roku 1983 navštívil i papež Jan Pavel II. Od roku 1995 rovněž působí diecézní rozhlasová stanice "Góra św. Anny".
Racionalizace a zahuštění církevní správy provedené bulou papeže Jana Pavla II. Totus Tuus Poloniae populus ze dne 25. března 1992 se dotklo diecéze opolské ve dvou ohledech. Jednak ztratila 90 hustě zalidněných průmyslových farností ve prospěch nově zřízené diecéze gliwické a 15 farností ve prospěch nově zřízené diecéze kaliszké. Vedle toho byla oddělena od vratislavské církevní provincie a přidělena k nově vzniklé církevní provincii katovické.
Roku 2009 odstoupil dosavadní biskup Alfons Nossol a jeho nástupcem se stal Andrzej Czaja.

## Popis diecéze
Sídlem opolského biskupa i diecézní správy je město Opolí, kde se nachází i katedrála Povýšení svatého Kříže z XV. století.
Diecéze zaujímá západní, spíše méně urbanizovanou část Horního Slezska. Většími městy jsou vedle sídelního Opolí Kandřín-Kozlí, Nisa, Ratiboř a Prudník.
Nejvýznamnějším poutním místem diecéze je Hora Svaté Anny (Góra Świętej Anny) s františkánským klášterem. Další významné poutní místo je Kamień Śląski, kde se u rekonstruovaného pozdně barokního zámku, který nyní slouží jako diecézní konferenční středisko, nachází svatyně svatého Hyacinta (Jacka).

## Děkanáty
- Biała
- Branice
- Dobrodzień
- Głogówek
- Głubczyce
- Głucholazy
- Gorzów Śląski
- Gościęcin
- Grodków
- Kamień Śląski
- Kędzierzyn
- Kietrz
- Kluczbork
- Koźle
- Krapkowice
- Leśnica
- Łany
- Niemodlin
- Nysa
- Olesno
- Opole
- Opole-Szczepanowice
- Otmuchów
- Ozimek
- Paczków
- Pietrowice Wielkie
- Prószków
- Prudnik
- Racibórz
- Siołkowice
- Skoroszyce
- Strzelce Opolskie
- Tworków
- Ujazd
- Zagwiździe
- Zawadzkie